# Cavariella nigrocaudata
Cavariella nigrocaudata är en insektsart. Cavariella nigrocaudata ingår i släktet Cavariella och familjen långrörsbladlöss. Inga underarter finns listade i Catalogue of Life.